# Odontopyge angolensis
Odontopyge angolensis är en mångfotingart som beskrevs av Karsch 1881. Odontopyge angolensis ingår i släktet Odontopyge och familjen Odontopygidae. Inga underarter finns listade i Catalogue of Life.